# Gran Premio Nobili Rubinetterie
Gran Premio Nobili Rubinetterie var ett italienskt endagslopp i landsvägscykling som avhölls i regionen Piemonte från 1997 till 2015.
Namnet kommer från företaget Nobili Rubinetterie som grundats av Carlo Nobili, som på 1950-talet hade börjat tillverka vattenkranar och -blandare i sin verkstad och som 1970 byggde en fabrik i Borgomanero, som 1974 följdes av en fabrik i Dormelletto och 1990 tillkom en tredje fabrik i Suno. Företaget togs sedan över av "Papà" Carlo Nobilis barn och barnbarn.
Den första upplagan, 31 augusti 1997, kördes som ett individuellt tempolopp (två varv på en 17,8 km lång slinga) och fungerade som italienskt mästerskap i tempolopp. Året därpå hölls ingen tävling, men 1999 återuppstod loppet som ett ordinärt linjelopp, vilket kördes som tretton varv på en 18,4&nbså;km lång slinga, 2000 var det ett rent kriterium (33 varv à 2,6 km) och 2001 återigen som ett varvlopp (11×14,5 km). 2002 togs det upp i UCI:s kalender och när UCI Europe Tour instiftades 2005 inkluderades det i denna klassificerat som 1.1. 2010 delades loppet upp i två separata lopp, Coppa Papà Carlo och Coppa Città di Stresa (båda klassificerade som 1.1.), men 2012 slogs de åter samman till ett lopp som hade start i Suno och mål i Stresa. 2015 uppgraderades klassificeringen till 1.HC – men året därpå ställdes det in och har inte avhållits sedan dess.
Loppets placering i kalendern varierade från mars till september och start/mål flyttades runt mellan olika städer från upplaga till upplaga. De tre sista åren gick det dock från Suno till Stresa på en torsdag i mitten av mars, två dagar efter Tirreno-Adriatico och tre dagar före Milano–Sanremo.

## Podieplaceringar
| År   | Vinnare                                              | Tvåa                                                 | Trea                                                 |
| 1997 | Dario Andriotto                                      | Carlo Finco                                          | Christian Dario Salvato                              |
| 1999 | Salvatore Commesso                                   | Roberto Petito                                       | Alberto Elli                                         |
| 2000 | Stefano Garzelli                                     | Alberto Elli                                         | Ivan Basso                                           |
| 2001 | Vladimir Smirnov                                     | Simone Masciarelli                                   | Pedro Horillo                                        |
| 2002 | Andrus Aug                                           | Ivan Quaranta                                        | Daniele Bennati                                      |
| 2003 | Andrea Ferrigato                                     | Joseba Albizu                                        | Massimiliano Mori                                    |
| 2004 | Damiano Cunego                                       | Alexandr Kolobnev                                    | Paolo Valoti                                         |
| 2005 | Damiano Cunego                                       | Ruslan Pidgornij                                     | Félix Cárdenas                                       |
| 2006 | Paolo Longo Borghini                                 | Luis Felipe Laverde                                  | Ruslan Pidgornij                                     |
| 2007 | Luis Felipe Laverde                                  | Félix Cárdenas                                       | Christian Pfannberger                                |
| 2008 | Giampaolo Cheula                                     | Gabriele Bosisio                                     | Bruno Rizzi                                          |
| 2009 | Grega Bole                                           | Fortunato Baliani                                    | Andrij Grivko                                        |
| 2010 | ersatt av Coppa Papà Carlo och Coppa Città di Stresa | ersatt av Coppa Papà Carlo och Coppa Città di Stresa | ersatt av Coppa Papà Carlo och Coppa Città di Stresa |
| 2011 | ersatt av Coppa Papà Carlo och Coppa Città di Stresa | ersatt av Coppa Papà Carlo och Coppa Città di Stresa | ersatt av Coppa Papà Carlo och Coppa Città di Stresa |
| 2012 | Danilo Di Luca                                       | Robert Vrečer                                        | Tomaž Nose                                           |
| 2013 | Bob Jungels                                          | Daniele Bennati                                      | Simone Ponzi                                         |
| 2014 | Simone Ponzi                                         | Christian Delle Stelle                               | Francisco Ventoso                                    |
| 2015 | Giacomo Nizzolo                                      | Simone Ponzi                                         | Marco Haller                                         |

| År   | Vinnare            | Tvåa               | Trea             |
| 2010 | Gianluca Brambilla | Francesco Bellotti | Matteo Montaguti |
| 2011 | Simone Ponzi       | Luca Mazzanti      | Davide Rebellin  |

| År   | Vinnare      | Tvåa              | Trea                 |
| 2010 | Oscar Gatto  | Murilo Fischer    | Tiziano Dall'Antonia |
| 2011 | Elia Viviani | Danilo Napolitano | Bernardo Riccio      |